# 二重溝
斗南二重溝是台灣雲林縣斗南鎮明昌里的一個村落，位於雲林縣斗南鎮明昌里西南方，是連接大埤鄉的交通要道。
村落西側及南邊有大湖口溪環繞，北邊則有大溝圳(舊社崙仔溝)經過，位於此二河溝之間，故名「二重溝」。
二重溝部落形成至今時間並不長，大約一百多年。早期先由「五間厝」張姓人家到此地經營類似酒廠釀酒工作，
此後住戶漸多形成部落。
村庄內目前住戶多為沈姓，張姓次之。張姓是由五間厝遷居至此地，沈姓則是約一百年前由紅瓦磘遷入的。
「真武殿」為主要廟宇，由於台灣戰後初期因生活困苦無力建廟，所以將神明暫放在「夜學仔」中(日治時代的集會所)，
直到歲次甲子年村民才完成建廟的心願。
二重溝舊名為「二重溪」，但於清代光緒年間的相關文獻未見記載，
直至日治時期，該此地才出現「二重溪」，
因此於日治末期改稱「二重溝」。
(參考資料來源：僑真國小-鄉土教材 http://163.27.144.10/master1/newpage135.htm%5B%5D)

## 地理
- 地理位置

二重溝位於雲林縣斗南鎮明昌里東南方，斗六台地和雲嘉沖積平原交接處，西面與紅瓦瑤為鄰，南鄰雲林縣大埤鄉，豐田村，斗南鎮面積48.12平方公里

## 農特產品
- 種植作物：水稻、龍眼
- 特產：龍眼乾

## 經濟
本村經濟結構以農型為主，農業非常發達的，一級產業就業人口相當多，所以村內的大多農業人口。

## 村內商店
一家雜貨店及吊車行和汽車修理店

## 附近商店
- 85度C
- 麥當勞
- 燦坤
- 4家7-11
- 二吉軒

## 附近夜市
- 斗南中興夜市

## 學區
- 僑真國小（页面存档备份，存于）
- 東明國中（页面存档备份，存于）

## 活動
將於2016年(民國105年)五月22日六房天上聖母紅壇移至此地
祭祀活動：
農曆三月初三為玄天上帝聖誕節慶
農曆十一月十八日為該村庄年終謝平安
由於二重溝列屬「六房天上聖母」之五股祭祀範圍,
屬於五間厝股下小爐之一，因此每隔五年輪值到五間厝股，
都會舉辦分旗腳與流水席宴請陣頭與香客。

## 廟宇
- 村落內有三間土地廟及一間玄武殿為主祀玄天上帝道教廟宇

## 附近公路
- 台78線：東西向快速道路 台西 - 古坑
  - 斗南交流道
- 縣道157號

雲85 雲96

## 外部連結
- 雲林縣斗南鎮公所資訊網（页面存档备份，存于）
- 雲林時光Yunlin.me/ 雲林時光生活旅遊網